# Васил Левський (Старозагорська область)
Васи́л Ле́вський (болг. Васил Левски) — село в Старозагорській області Болгарії. Входить до складу общини Опан.

## Населення
За даними перепису населення 2011 року у селі проживала 241 особа.
Національний склад населення села:
| Національність   | Кількість осіб | Відсоток |
| ---------------- | -------------- | -------- |
| болгари          | 226            | 93,8%    |
| цигани           | 12             | 5,0%     |
| Всього відповіли | 241            |          |

Розподіл населення за віком у 2011 році:
Динаміка населення: